# روبي غيبونز
روبي غيبونز (بالإنجليزية: Robbie Gibbons)‏ (8 أكتوبر 1991 في جمهورية أيرلندا - ) هو لاعب كرة قدم أيرلندي في مركز الوسط. شارك مع منتخب جمهورية أيرلندا تحت 21 سنة لكرة القدم. أما مع النوادي، فقد لعب مع سكونثورب يونايتد ونوتينغهام فورست وألكي لارانكا ‏.

## وصلات خارجية
- روبي غيبونز على موقع قاعدة بيانات كرة القدم.إي يو (الإنجليزية)
- روبي غيبونز على موقع Soccerbase.com (لاعب) (الإنجليزية)